# 萨拉热窝国家剧院

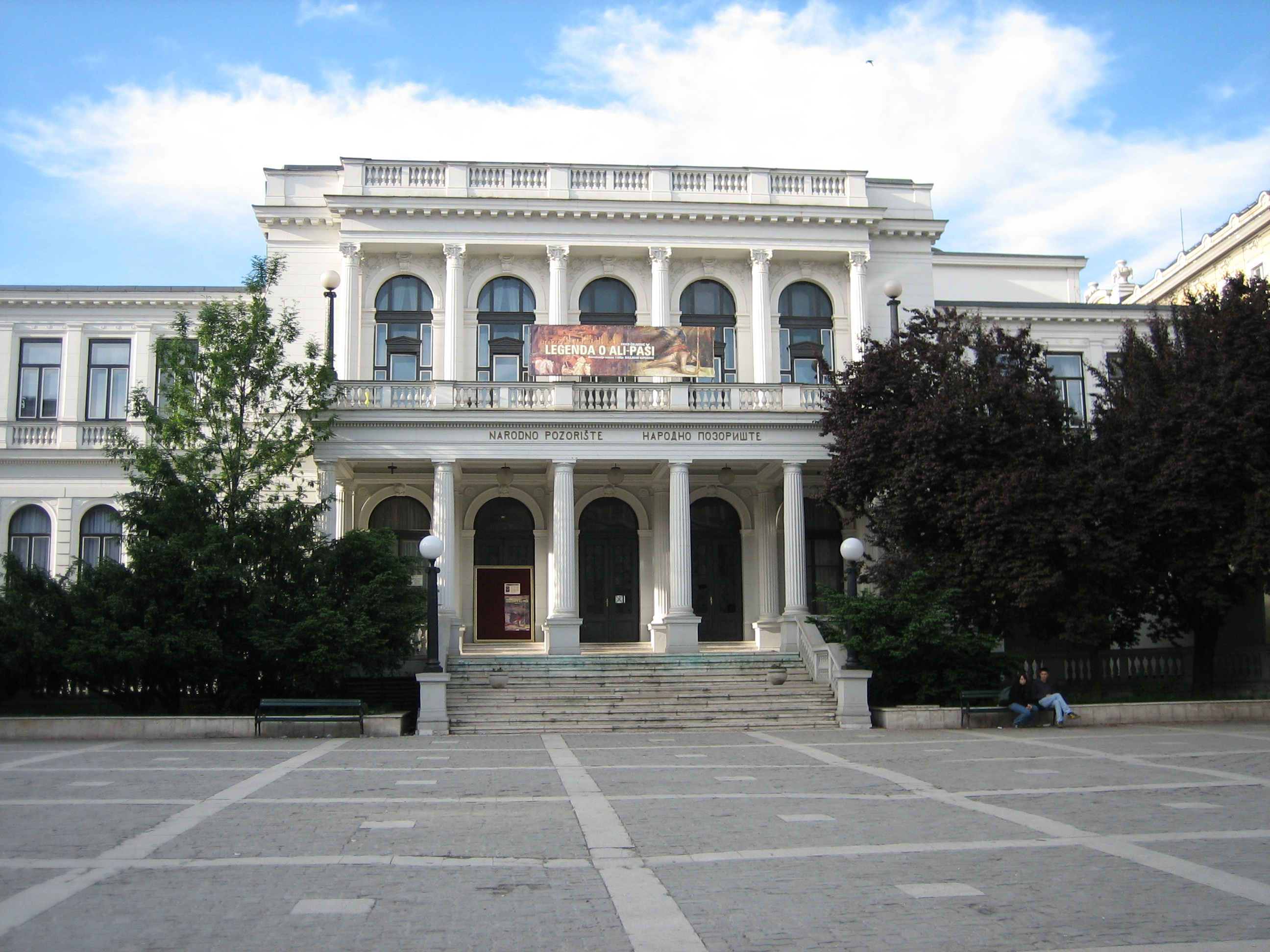
萨拉热窝国家剧院

萨拉热窝国家剧院 （波斯尼亚语和塞尔维亚语: Narodno pozorište Sarajevo, Народно позориште Сарајево）建立于1921年11月。
剧院由建筑师Karel Pařík设计。他在萨拉热窝设计了超过160幢建筑。